# Torre Unipol
La torre Unipol (nota anche con il nome di progetto di "Torre UNIFIMM") è un grattacielo che sorge a Bologna, nei pressi dell'autostrada Adriatica, in via Larga.
Con un'altezza di 127 metri, è l'edificio più alto della regione Emilia-Romagna.

## Descrizione
Completato verso la fine del 2011, è il grattacielo più alto dell'Emilia-Romagna e il primo grattacielo di Bologna a superare l'altezza di 100 metri. La sua costruzione ha profondamente alterato la skyline cittadina, essendo l'unico edificio a superare in altezza la Torre degli Asinelli.
La torre Unipol è alta 127 metri al tetto, con 33 piani raggiungibili con 5 ascensori. Il grattacielo ospita gli uffici dell'omonimo gruppo finanziario e uno dei due spazi del Museo d'impresa del Gruppo Unipol. Quest'ultimo include spazi per eventi e incontri, con postazioni multimediali che permettono di interagire per conoscere e aumentare la consapevolezza dei rischi nella vita quotidiana. Il complesso è stato costruito con attenzione alle caratteristiche termoisolanti, tanto da aver ottenuto il livello "Oro" nella certificazione LEED – Leadership in Energy and Environmental Design.

### Il complesso
Il progetto ha riguardato la riqualificazione di un'ex area industriale ormai incolta, con il grattacielo, un albergo 4 stelle, e un'area che comprende un centro fitness, un parcheggio e una piazza commerciale. Parte del progetto sono state anche la risistemazione della viabilità dell'area circostante al complesso, come la realizzazione di una nuova rampa di svincolo della tangenziale, di due rotonde su via Larga, e il restringimento di via Scandellara con la creazione di una fascia di parcheggi. 
Il progetto originario prevedeva anche l'interramento del tratto della ferrovia Bologna-Portomaggiore che incrocia via Larga, con l'eliminazione del passaggio a livello, la realizzazione di un ponte pedonale/carrabile di scavalcamento della ferrovia e di collegamenti pedonali con l’attigua stazione della ferrovia suburbana.
Questi ultimi interventi, inizialmente non realizzati, potrebbero trovare spazio nei lavori di interramento degli anni 2020 della sopra citata linea ferroviaria.

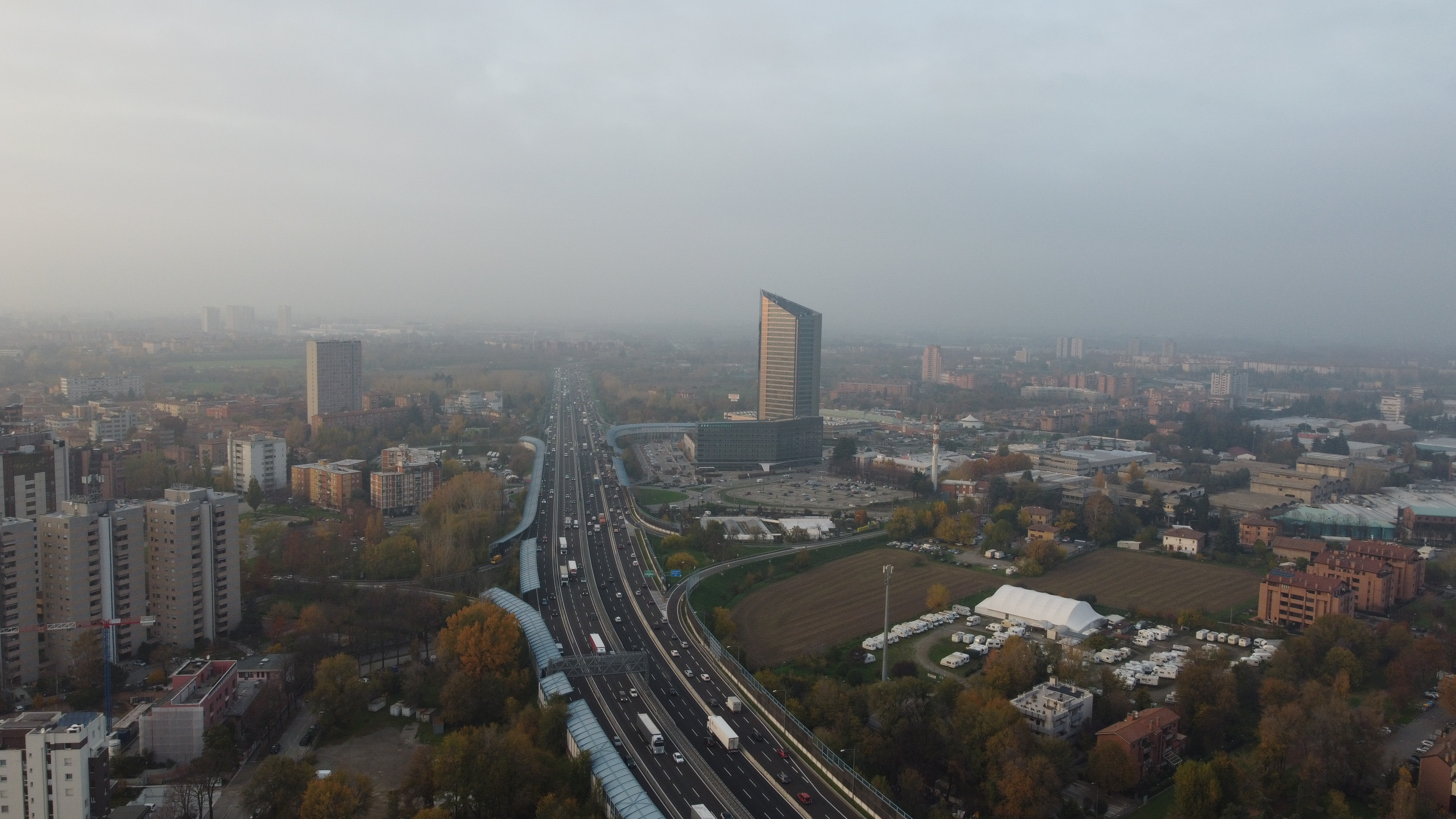
Veduta della torre e del complesso circostante

## Letteratura
La torre Unipol è citata in maniera critica nel libro Un viaggio che non promettiamo breve di Wu Ming 1:
(Wu Ming 1, Un viaggio che non promettiamo breve, Einaudi, 2016)